# Emil Iverson
Pour les articles homonymes, voir Iverson.
Emil Iverson (né en 1893 - mort le 21 février 1960) est un joueur et un entraîneur de hockey sur glace.

## Biographie
Iverson passe huit saisons derrière le banc des Golden Gophers du Minnesota, équipe de l'université du Minnesota qui évolue dans la National Collegiate Athletic Association (NCAA). En 1932, il devient le 10e entraîneur-chef de l'histoire des Black Hawks de Chicago mais ne termine pas la saison, étant remplacé après 21 matchs pour un bilan de 8 victoires, 7 défaites et 6 matchs nuls. C'est Godfrey Matheson qui lui succède pendant 2 matchs puis Tommy Gorman qui remporte la Coupe Stanley l'année suivante avec le club.
En 1927, sur les indications du shaman Two Rivers de la tribu Ojibwa, il organise une expédition ayant pour but de retrouver leur ancien village décimé par la grippe espagnole de 1918. 50 cadavres sont alors découverts ainsi que divers objets autochtones, fusils, restes d'habitation prouvant la prospérité de ce village. Iverson rapporte alors des objets aux descendants des habitants de ce village qui lui offrent en retour un tambour et lui donnent le surnom de Chief of the Big Waters.

## Statistiques
| Saison    | Équipe                  | Ligue |    | PJ | V  | D | N      | % V           |  | Séries éliminatoires |
| 1922-1923 | Université du Minnesota | NCAA  | 12 | 10 | 1  | 1 | 87,5 % | -             |  |                      |
| 1923-1924 | Université du Minnesota | NCAA  | 14 | 13 | 1  | 0 | 92,9 % | -             |  |                      |
| 1924-1925 | Université du Minnesota | NCAA  | 10 | 8  | 1  | 1 | 85 %   | -             |  |                      |
| 1925-1926 | Université du Minnesota | NCAA  | 16 | 12 | 0  | 4 | 87,5 % | -             |  |                      |
| 1926-1927 | Université du Minnesota | NCAA  | 15 | 9  | 6  | 0 | 60 %   | -             |  |                      |
| 1927-1928 | Université du Minnesota | NCAA  | 13 | 9  | 2  | 2 | 76,9 % | -             |  |                      |
| 1928-1929 | Université du Minnesota | NCAA  | 17 | 14 | 2  | 1 | 85,3 % | -             |  |                      |
| 1929-1930 | Université du Minnesota | NCAA  | 18 | 6  | 10 | 2 | 44,4 % | -             |  |                      |
| 1932-1933 | Black Hawks de Chicago  | LNH   | 21 | 8  | 7  | 6 | 52,4 % | Non qualifiés |  |                      |